# Apprendimento di ontologie
L'apprendimento di ontologie consiste nell'estrazione (semi-)automatica di concetti e relazioni rilevanti a partire da una collezione di documenti o altri insiemi di dati al fine di creare un'ontologia.
L'apprendimento automatico di ontologie è un'attività che coinvolge diverse discipline. Il processo inizia estraendo termini e concetti dai testi della collezione utilizzando metodi di estrazione della terminologia. Ciò richiede l'impiego di tecniche di elaborazione del linguaggio (ad esempio, l'analisi grammaticale e sintattica). Quindi tecniche statistiche o simboliche sono utilizzate per estrarre relazioni. Per esempio, nel dominio della finanza si vogliono apprendere relazioni quali quelle che intercorrono tra banca e istituzione (una banca è-una istituzione), tra banca e prestito (una banca concede un prestito) e così via.